# Uvatournayella
Uvatournayella es un género de foraminífero bentónico considerado un sinónimo posterior de Neobrunsiina de la subfamilia Lituotubellinae, de la familia Tournayellidae, de la superfamilia Tournayelloidea, del suborden Fusulinina y del orden Fusulinida. Su especie tipo era Uvatournayella uva. Su rango cronoestratigráfico abarca desde el Tournasiense hasta el Viseense inferior (Carbonífero inferior).

## Discusión
Algunas clasificaciones más recientes hubiesen incluido Uvatournayella en el suborden Tournayellina, del orden Tournayellida, de la subclase Fusulinana y de la clase Fusulinata.

## Clasificación
Uvatournayella incluía a la siguiente especie:
- Uvatournayella uva †